# スポーティングニュース最優秀救援投手賞
スポーティングニュース最優秀救援投手賞（スポーティングニュースさいゆうしゅうきゅうえんとうしゅしょう, Sporting News Reliever of the Year Award）は、過去にあったメジャーリーグベースボール（以下、MLB）の選手表彰のひとつ。アメリカ合衆国における著名なスポーツ週刊誌である『スポーティングニュース』によって、その年もっとも優秀な成績を収めた救援投手を対象に1960年から2010年まで行われていた。
1960年にファイアマン・オブ・ザ・イヤー（Fireman of the Year Award）として設立され、2000年まではクローザーのみを対象として表彰されてきた。2001年から対象がすべての救援投手となり、表彰名も「ファイアマン」から「リリーバー」に変わった。

## ファイアマン・オブ・ザ・イヤー受賞者
| 年度 | アメリカンリーグ                              | アメリカンリーグ                                        | ナショナルリーグ                          | ナショナルリーグ                                    |
| 年度 | 受賞選手（受賞回数）                          | 所属チーム                                              | 受賞選手（受賞回数）                      | 所属チーム                                          |
| ---- | --------------------------------------------- | ------------------------------------------------------- | ----------------------------------------- | --------------------------------------------------- |
| 1960 | マイク・フォーニレス                          | ボストン・レッドソックス                                | リンディ・マクダニエル                    | セントルイス・カージナルス                          |
| 1961 | ルイス・アローヨ                              | ニューヨーク・ヤンキース                                | ステュ・ミラー                            | サンフランシスコ・ジャイアンツ                      |
| 1962 | ディック・ラディッツ                          | ボストン・レッドソックス                                | ロイ・フェイス                            | ピッツバーグ・パイレーツ                            |
| 1963 | ステュ・ミラー (2)                            | ボルチモア・オリオールズ                                | テリー・マクダニエル (2)                  | シカゴ・カブス                                      |
| 1964 | ディック・ラディッツ (2)                      | ボストン・レッドソックス                                | アル・マクビーン                          | ピッツバーグ・パイレーツ                            |
| 1965 | エディ・フィッシャー                          | シカゴ・ホワイトソックス                                | テッド・アバーナシー                      | シカゴ・カブス                                      |
| 1966 | ジャック・エイカー                            | カンザスシティ・アスレチックス                          | フィル・リーガン                          | ロサンゼルス・ドジャース                            |
| 1967 | ミニー・ロハス                                | カリフォルニア・エンゼルス                              | テッド・アバーナシー (2)                  | シンシナティ・レッズ                                |
| 1968 | ウィルバー・ウッド                            | シカゴ・ホワイトソックス                                | フィル・リーガン (2)                      | シカゴ・カブス                                      |
| 1969 | ロン・ペラノスキー                            | ミネソタ・ツインズ                                      | ウェイン・グレンジャー                    | シンシナティ・レッズ                                |
| 1970 | ロン・ペラノスキー (2)                        | ミネソタ・ツインズ                                      | ウェイン・グレンジャー (2)                | シンシナティ・レッズ                                |
| 1971 | ケン・サンダース                              | ミルウォーキー・ブルワーズ                              | デーブ・ジュスティ                        | ピッツバーグ・パイレーツ                            |
| 1972 | スパーキー・ライル                            | ニューヨーク・ヤンキース                                | クレイ・キャロル                          | シンシナティ・レッズ                                |
| 1973 | ジョン・ヒラー                                | デトロイト・タイガース                                  | マイク・マーシャル                        | モントリオール・エクスポズ                          |
| 1974 | テリー・フォースター                          | シカゴ・ホワイトソックス                                | マイク・マーシャル (2)                    | ロサンゼルス・ドジャース                            |
| 1975 | リッチ・ゴセージ                              | シカゴ・ホワイトソックス                                | アル・ラボスキー                          | セントルイス・カージナルス                          |
| 1976 | ビル・キャンベル                              | ミネソタ・ツインズ                                      | ロウリー・イーストウィック                | シンシナティ・レッズ                                |
| 1977 | ビル・キャンベル (2)                          | ボストン・レッドソックス                                | ローリー・フィンガーズ                    | サンディエゴ・パドレス                              |
| 1978 | リッチ・ゴセージ (2)                          | ニューヨーク・ヤンキース                                | ローリー・フィンガーズ (2)                | サンディエゴ・パドレス                              |
| 1979 | ジム・カーン マイク・マーシャル (3)           | テキサス・レンジャーズ ミネソタ・ツインズ               | ブルース・スーター                        | シカゴ・カブス                                      |
| 1980 | ダン・クイゼンベリー                          | カンザスシティ・ロイヤルズ                              | ローリー・フィンガーズ (3) トム・ヒューム | サンディエゴ・パドレス シンシナティ・レッズ         |
| 1981 | ローリー・フィンガーズ (4)                    | ミルウォーキー・ブルワーズ                              | ブルース・スーター (2)                    | セントルイス・カージナルス                          |
| 1982 | ダン・クイゼンベリー (2)                      | カンザスシティ・ロイヤルズ                              | ブルース・スーター (3)                    | セントルイス・カージナルス                          |
| 1983 | ダン・クイゼンベリー (3)                      | カンザスシティ・ロイヤルズ                              | アル・ホランド リー・スミス               | フィラデルフィア・フィリーズ シカゴ・カブス         |
| 1984 | ダン・クイゼンベリー (4)                      | カンザスシティ・ロイヤルズ                              | ブルース・スーター (4)                    | セントルイス・カージナルス                          |
| 1985 | ダン・クイゼンベリー (5)                      | カンザスシティ・ロイヤルズ                              | ジェフ・リアドン                          | モントリオール・エクスポズ                          |
| 1986 | デイブ・リゲッティ                            | ニューヨーク・ヤンキース                                | トッド・ウォーレル                        | セントルイス・カージナルス                          |
| 1987 | ジェフ・リアドン (2) デイブ・リゲッティ (2)   | ミネソタ・ツインズ ニューヨーク・ヤンキース             | スティーブ・ベドローシアン                | フィラデルフィア・フィリーズ                        |
| 1988 | デニス・エカーズリー                          | オークランド・アスレチックス                            | ジョン・フランコ                          | シンシナティ・レッズ                                |
| 1989 | ジェフ・ラッセル                              | テキサス・レンジャーズ                                  | マーク・デービス                          | サンディエゴ・パドレス                              |
| 1990 | ボビー・シグペン                              | シカゴ・ホワイトソックス                                | ジョン・フランコ (2)                      | ニューヨーク・メッツ                                |
| 1991 | デニス・エカーズリー (2) ブライアン・ハービー | オークランド・アスレチックス カリフォルニア・エンゼルス | リー・スミス (2)                          | セントルイス・カージナルス                          |
| 1992 | デニス・エカーズリー (3)                      | オークランド・アスレチックス                            | ダグ・ジョーンズ リー・スミス (3)         | ヒューストン・アストロズ セントルイス・カージナルス |
| 1993 | ジェフ・モンゴメリー                          | カンザスシティ・ロイヤルズ                              | ランディ・マイヤーズ                      | シカゴ・カブス                                      |
| 1994 | リー・スミス (4)                              | ボルチモア・オリオールズ                                | ジョン・フランコ (3)                      | ニューヨーク・メッツ                                |
| 1995 | ホセ・メサ                                    | クリーブランド・インディアンス                          | ランディ・マイヤーズ (2)                  | シカゴ・カブス                                      |
| 1996 | ジョン・ウェッテランド                        | ニューヨーク・ヤンキース                                | トレバー・ホフマン                        | サンディエゴ・パドレス                              |
| 1997 | マリアノ・リベラ                              | ニューヨーク・ヤンキース                                | ジェフ・ショウ                            | シンシナティ・レッズ                                |
| 1998 | トム・ゴードン                                | ボストン・レッドソックス                                | トレバー・ホフマン (2)                    | サンディエゴ・パドレス                              |
| 1999 | マリアノ・リベラ (2)                          | ニューヨーク・ヤンキース                                | ウーゲット・ウービナ                      | モントリオール・エクスポズ                          |
| 2000 | トッド・ジョーンズ                            | デトロイト・タイガース                                  | アントニオ・アルフォンセカ                | フロリダ・マーリンズ                                |

## リリーバー・オブ・ザ・イヤー受賞者
| 年度 | アメリカンリーグ                      | アメリカンリーグ                            | ナショナルリーグ                | ナショナルリーグ                                    |
| 年度 | 受賞選手（受賞回数）                  | 所属チーム                                  | 受賞選手（受賞回数）            | 所属チーム                                          |
| ---- | ------------------------------------- | ------------------------------------------- | ------------------------------- | --------------------------------------------------- |
| 2001 | マリアノ・リベラ (3)                  | ニューヨーク・ヤンキース                    | アーマンド・ベニテス ロブ・ネン | ニューヨーク・メッツ サンフランシスコ・ジャイアンツ |
| 2002 | ビリー・コッチ                        | オークランド・アスレチックス                | ジョン・スモルツ                | アトランタ・ブレーブス                              |
| 2003 | キース・フォーク                      | オークランド・アスレチックス                | エリック・ガニエ                | ロサンゼルス・ドジャース                            |
| 2004 | マリアノ・リベラ (4)                  | ニューヨーク・ヤンキース                    | エリック・ガニエ (2)            | ロサンゼルス・ドジャース                            |
| 2005 | マリアノ・リベラ (5) ジョー・ネイサン | ニューヨーク・ヤンキース ミネソタ・ツインズ | チャド・コルデロ                | ワシントン・ナショナルズ                            |
| 2006 | フランシスコ・ロドリゲス              | ロサンゼルス・エンゼルス                    | トレバー・ホフマン (3)          | サンディエゴ・パドレス                              |
| 2007 | ジョー・ボロウスキー                  | クリーブランド・インディアンス              | ホセ・バルベルデ                | アリゾナ・ダイヤモンドバックス                      |
| 2008 | フランシスコ・ロドリゲス (2)          | ロサンゼルス・エンゼルス                    | ブラッド・リッジ                | フィラデルフィア・フィリーズ                        |
| 2009 | マリアノ・リベラ (6)                  | ニューヨーク・ヤンキース                    | ライアン・フランクリン          | セントルイス・カージナルス                          |
| 2010 | ラファエル・ソリアーノ (6)            | タンパベイ・レイズ                          | ヒース・ベル                    | サンディエゴ・パドレス                              |